# Filtr o nieskończonej odpowiedzi impulsowej
Filtr o nieskończonej odpowiedzi impulsowej (IIR filter ang. Infinite Impulse Response) – rodzaj filtru cyfrowego, który w odróżnieniu od filtrów FIR jest układem rekursywnym. IIR oznacza nieskończoną odpowiedź impulsową (w polskiej literaturze stosowana jest również nazwa filtr NOI). Znaczy to tyle, że reakcja na pobudzenie o skończonym czasie trwania jest teoretycznie nieskończenie długa. Jest to efektem występowania pętli sprzężenia zwrotnego widocznej na poniższym schemacie blokowym (zob. schemat filtru FIR).
Na powyższym schemacie moduły {\displaystyle z^{-1}} oznaczają opóźnienie sygnału o jedną próbkę, natomiast {\displaystyle a_{i}} oraz {\displaystyle b_{i}} są współczynnikami filtru.
Transmitancję filtru IIR można opisać następująco:
{\displaystyle H(z)={\frac {Y(z)}{X(z)}},}
gdzie:
{\displaystyle Y(z)} – transformata Z wyjścia,
{\displaystyle X(z)} – transformata Z wejścia
lub po rozpisaniu wzorów na wielomiany opisujące bieguny i zera:
{\displaystyle H(z)={\frac {a_{0}+a_{1}z^{-1}+\ldots +a_{p}z^{-p}}{1-(b_{1}z^{-1}+\ldots +b_{q}z^{-q})}}.}
Zera transmitancji determinowane są przez miejsca zerowe wielomianu licznika, zaś miejsca zerowe wielomianu mianownika określają bieguny transmitancji.

## Zalety i wady
Ze względu na dużą elastyczność w kształtowaniu przebiegu funkcji za pomocą ilorazu wielomianów, znacznie łatwiej uzyskać pożądaną charakterystykę używając filtru IIR niskiego rzędu niż filtru FIR. Wynikają z tego dwie podstawowe zalety filtrów IIR w porównaniu do FIR:
- niska złożoność obliczeniowa,
- niewielkie zapotrzebowanie na pamięć operacyjną.

Te zalety spowodowały duże zainteresowanie filtrami IIR i burzliwy rozwój teorii ich projektowania w latach 70. XX w., które przypadają na początki rozwoju technik cyfrowego przetwarzania sygnałów, gdy nie były dostępne procesory o odpowiedniej mocy obliczeniowej.
Do wad filtrów IIR należy zaliczyć:
- Rekursywność filtru wprowadza potencjalne zagrożenie utraty stabilności (odpowiedź filtru w sposób niekontrolowany narasta do nieskończoności); niestabilność może mieć miejsce wtedy, gdy bieguny transmitancji (miejsca zerowe wielomianu w mianowniku) znajdą się poza okręgiem jednostkowym na płaszczyźnie zespolonej.
- Projektowanie filtrów IIR jest znacznie trudniejsze niż w przypadku filtrów FIR – nie tylko ze względu na dodatkowy warunek zapewnienia stabilności.
- Filtry IIR są znacznie bardziej wrażliwe na błędy zaokrągleń: zaokrąglenia wartości współczynników mogą znacząco zmienić charakterystykę, a zaokrąglenia wartości sygnału i wyników pośrednich wprowadzają szum, który może się akumulować.
- Nie można ich zaimplementować jako filtrów o liniowej fazie, czyli takich, które wprowadzają takie samo opóźnienie grupowe dla wszystkich składowych częstotliwościowych przepuszczanego sygnału.

Z uwagi na rosnącą wydajność układów cyfrowych i procesorów sygnałowych, filtry IIR nie są obecnie tak chętnie wykorzystywane jak dawniej, a największą popularnością cieszą się filtry FIR, które nie mają wyżej wymienionych wad.

## Przykład
Rozważane jest działanie filtru o nieskończonej odpowiedzi impulsowej. Założeniem jest estymacja średniego kosztu użytkowania energii elektrycznej na podstawie rachunku za prąd z bieżącego miesiąca {\displaystyle x(n)} oraz oszacowanej wartości z poprzedniego miesiąca {\displaystyle y(n-1){:}}
{\displaystyle y(n)={\frac {y(n-1)+x(n)}{2}}=0{,}5\cdot y(n-1)+0{,}5\cdot x(n),}
gdzie:
{\displaystyle n} – numer miesiąca,
{\displaystyle x(n)} – wartość rachunku za bieżący miesiąc,
{\displaystyle y(n)} – oszacowana wartość w bieżącym miesiącu,
{\displaystyle y(n-1)} – oszacowanie wartości średniej w poprzednim miesiącu.
Dla {\displaystyle n=1} pojawia się problem brzegowy, ponieważ nie dysponuje się oszacowaniem {\displaystyle y(0)} – przyjęto, że {\displaystyle y(0)=0.} Przykładowo:
{\displaystyle y(1)=0{,}5\cdot x(1)+0{,}5\cdot y(0)=0{,}5\cdot 24+0{,}5\cdot 0=12}
{\displaystyle y(2)=0{,}5\cdot x(2)+0{,}5\cdot y(1)=0{,}5\cdot 12+0{,}5\cdot 27=19{,}5}
Wartości kolejnych próbek wejściowych {\displaystyle x(n)} (rachunków) oraz szacowanych wartości średnich {\displaystyle y(n)} przedstawia tabela:
| {\displaystyle n}    | 1  | 2    | 3    | 4    | 5    | 6    | 7    | 8   | 9   | 10  | 11  | 12  |
| -------------------- | -- | ---- | ---- | ---- | ---- | ---- | ---- | --- | --- | --- | --- | --- |
| {\displaystyle x(n)} | 24 | 27   | 31   | 59   | 33   | 37   | 0    | 0   | 0   | 0   | 0   | 0   |
| {\displaystyle y(n)} | 12 | 19,5 | 25,3 | 42,1 | 37,6 | 37,3 | 18,6 | 9,3 | 4,7 | 2,3 | 1,2 | 0,6 |
Wykres próbek wejściowych {\displaystyle x(n)} oraz wyjściowych {\displaystyle y(n)} przedstawiony jest na wykresie poniżej (sygnał określony jest tylko dla dyskretnych wartości {\displaystyle n,} natomiast linie pomagają zaobserwować trend sygnału):
Na podstawie tego prostego przykładu można wysnuć następujące, użyteczne wnioski:
- zaprojektowany filtr wygładza sygnał wejściowy – nagła zmiana sygnału wejściowego dla {\displaystyle n=4} została stłumiona,
- od chwili {\displaystyle n=7} sygnał wejściowy {\displaystyle x(n)} zanika – sygnał wyjściowy {\displaystyle y(n)} dąży do zera, aczkolwiek tej wartości nigdy nie osiągnie – jest to cecha charakterystyczna filtrów o nieskończonej odpowiedzi impulsowej (NOI).

Realizację filtru z przykładu przestawiono na rysunku poniżej, gdzie blok opóźniający o jedną próbkę oznaczono przez {\displaystyle z^{-1}{:}}